# Harold Rayner
Harold Marvin Rayner  (Glen Ridge, 27 de julio de 1888-Montrose, 8 de diciembre de 1954) fue un deportista estadounidense que compitió en esgrima, especialista en la modalidad de florete. Participó en tres Juegos Olímpicos de Verano, obteniendo una medalla de bronce en Amberes 1920 en la prueba por equipos.

## Palmarés internacional
| Juegos Olímpicos | Juegos Olímpicos  | Juegos Olímpicos  | Juegos Olímpicos    |
| Año              | Lugar             | Medalla           | Prueba              |
| ---------------- | ----------------- | ----------------- | ------------------- |
| 1920             | Amberes (Bélgica) | Medalla de bronce | Florete por equipos |